# Heumensoord

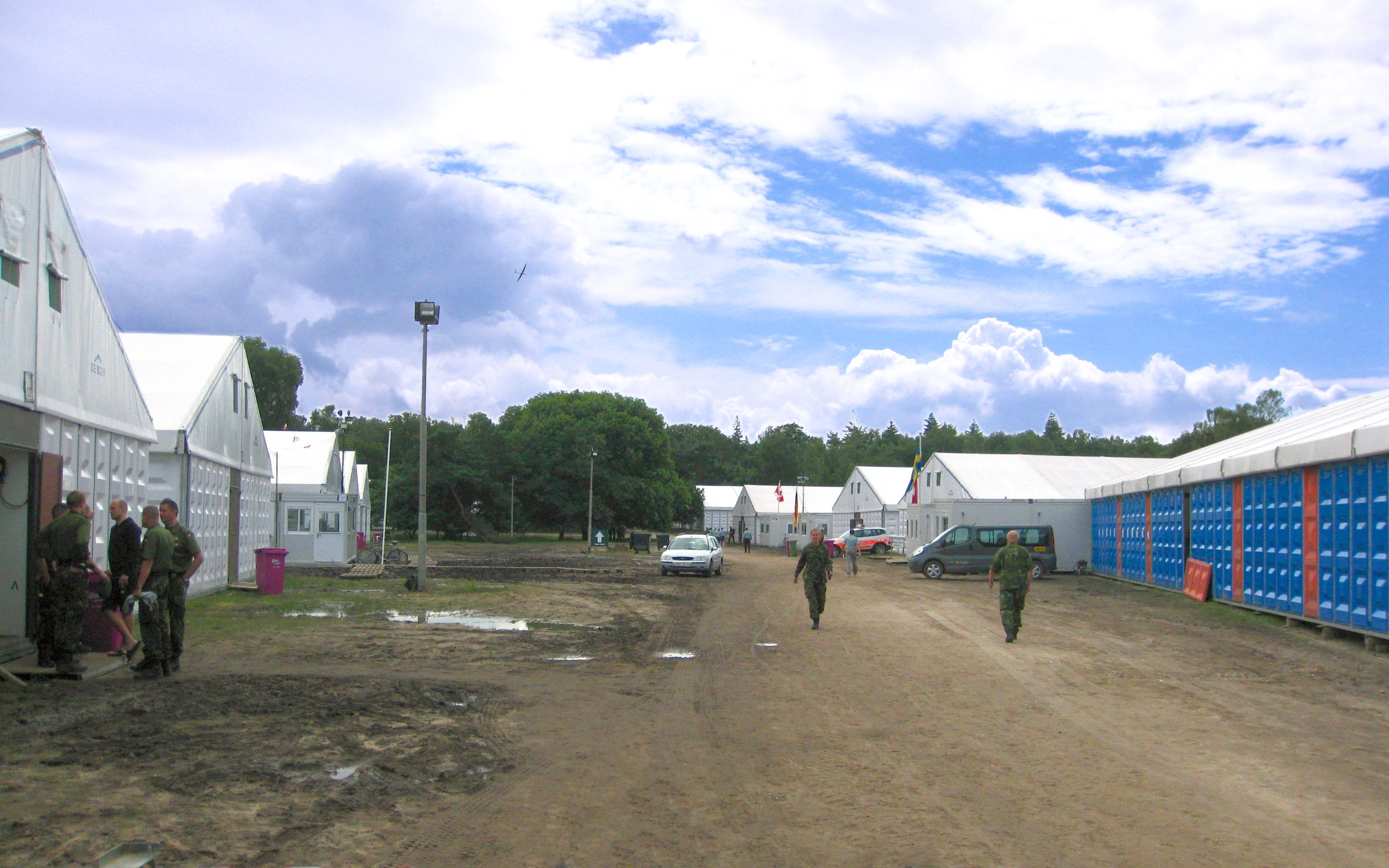
Kamp Heumensoord in 2012

Heumensoord is een ruim 600 hectare groot gebied in Gelderland dat merendeels uit naaldbos bestaat. Het gebied behoort tot de gemeente Heumen. Het is gelegen ten zuidoosten van Nijmegen tussen de Scheidingsweg, de weg Nijmegen-Malden, de weg van Malden naar Groesbeek, en de spoorlijn Nijmegen - Venlo. 
In de omgeving van het spoor bevindt zich een militair schietterrein. In het bos eromheen worden soms militaire oefeningen gehouden, waarbij soms delen van het gebied voor publiek worden afgesloten. In het zuiden van het gebied ligt het Zweefvliegveld Malden, bestaande uit een aantal landingsbanen met enige accommodatie. In het bos zijn restanten te vinden van een Romeinse wachttoren, die lag aan de weg van Cuijk naar Nijmegen om Frankische invallen te voorkomen.
Het gebied wordt ontsloten door een fijnmazig net van zandpaden. 

## Natuur
Heumensoord is een onderdeel van de keten van bossen tussen Nijmegen en Mook die naar het oosten toe steeds rijker en gevarieerder worden, maar naar het westen toe steeds droger, armer en ook armer aan soorten. Heumensoord zelf wordt beheerd als een productiebos met uitheemse soorten. In het centrum van Heumensoord lagen lange tijd enkele heideterreinen, die begin 20e eeuw ongeveer een derde van het gebied bedekten. Later werden de meeste van deze heidegebieden omgevormd tot een enkele tientallen hectare grote grasvlakte ter accommodatie van de militairen tijdens de Nijmeegse Vierdaagse.

## Geschiedenis
Er zijn restanten van een Romeins fort aangetroffen. Aan het begin van de 19e eeuw is er veel nieuw dennenbos aangelegd, daarvoor was het gebied vooral heide. Het gebied wordt sinds 1878 gebruikt voor het houden van militaire oefeningen.
Vanaf 1962 werd voor de militairen die deelnamen aan de Nijmeegse Vierdaagse het tijdelijke Kamp Heumensoord ingericht, dat plek bood aan zo'n zesduizend personen. Het verving het Molenveld, wat tussen de kazernes lag en te klein geworden was. Kamp Heumensoord ligt net ten zuiden van de Nijmeegse wijk Brakkenstein aan de Beukenlaan (Malden) nabij de spoorlijn. De grond is eigendom van de gemeente Nijmegen.

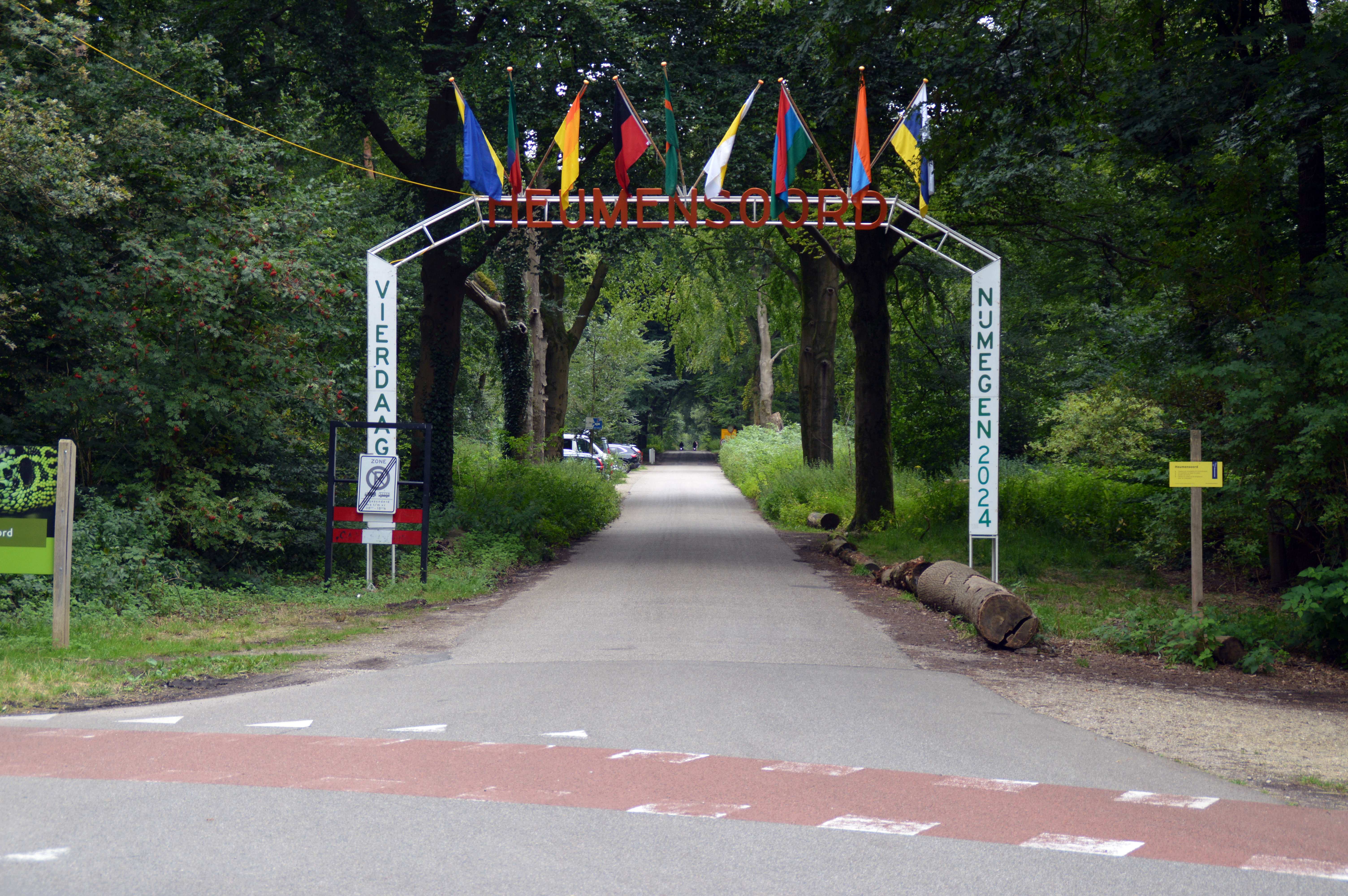
Ingang Kamp Heumensoord

Zowel in 1990 als in 1998 werden op het kamp tijdelijk asielzoekers opgevangen. In beide gevallen ging het met name om Albanese vluchtelingen uit Kosovo. In september 2015, te midden van de Europese migrantencrisis, werd besloten in het Heumensoord een tijdelijk vluchtelingenkamp voor 3000 vluchtelingen in te richten. Eind april 2016 werd het kamp gesloten. Op de opvang op Heumensoord was veel kritiek vanwege de voorzieningen, de leefomstandigheden en veiligheid. Ook leidde de opvang tot milieuschade aan de natuur en het waterwingebied. Begin juli 2016 was Kamp Heumensoord de verblijfplaats van deelnemers aan de nationale Special Olympics.
In september 2021 werd Heumensoord wederom geopend als tijdelijke opvang voor vluchtelingen uit Afghanistan, na de machtsovername door de Taliban. Er was plaats voor maximaal duizend vluchtelingen die daar, volgens de Nijmeegse burgemeester Bruls, tot maximaal 1 januari 2022 mochten blijven. Het gebruik van het kamp is uiteindelijk in februari 2022 beëindigd. De bewoners zijn naar andere locaties overgebracht. 